# Grzywonóżka
Grzywonóżka (Chaetopelma) – rodzaj pająków z infrarzędu ptaszników i rodziny ptasznikowatych. Obejmuje 8 opisanych gatunków. Zamieszkują głównie wschód regionu śródziemnomorskiego.

## Morfologia
Karapaks jest owalny, dłuższy niż szeroki, o lekko wyniesionej części głowowej z małym i słabo wysklepionym wzgórkiem ocznym. Oczy pary przednio-bocznej leżą bardziej z przodu niż pary przednio-środkowej, a oczy pary tylno-bocznej bardziej z tyłu lub na równi z oczami pary tylno-środkowej. Jamki karapaksu są głębokie i mogą być proste lub odgięte. Szczękoczułki pozbawione są rastellum. Warga dolna ma kuspule tylko w części środkowej, a bywa ich od 20 do 60. Szczęki mają od 60 do 120 kuspuli i pozbawione są serruli. Bruzda między szczękami a sternum jest umiarkowanie głęboka i leżą przy niej owalne sigilla. Sternum jest kształtu owalnego i ma trzy pary małych sigillów, z których tylna oddalona jest od tylnego jego brzegu o co najmniej swoją średnicę. Odnóża są smukłe. Golenie mają dwa, a nadstopia jeden szereg trichobotrii nitkowatych. Stopy są pozbawione kolców i mają dwa równoległe szeregi grzbietowych trichobotrii maczugowatych, przemieszanych z trichobotriami nitkowatymi. Stopy wieńczy pojedynczy, górny, nieząbkowany pazurek. Na spodnich stronach stóp i nadstopii występują skopule, przynajmniej u Ch. olivaceum o metalicznym połysku niebieskozielonym. Opistosoma jest jednolicie brązowa lub ciemnoszara, pozbawiona włosków parzących. Występują na niej dwie pary kądziołków przędnych, z których tylno-środkowa jest bardzo krótka, a tylno-boczna trójczłonowa, zaopatrzona w gruczoły przędne, o członie ostatnim palczastym. Nogogłaszczki samca mają dłuższe niż szerokie, dwupłatowe cymbium oraz długi, cienki i pozbawiony kili embolus. Genitalia samicy cechuje spermateka złożona z dwóch długich, nitkowatych zbiorników o jedno- lub dwupłatowym wierzchołku.

## Rozprzestrzenienie
Niemal wszystkie gatunki zamieszkują wschodnią część regionu śródziemnomorskiego w krainie palearktycznej, jedynym wyjątkiem jest Ch. webborum znany wyłącznie z Kamerunu w krainie etiopskiej, co do którego przypuszcza się, że został sklasyfikowany w tym rodzaju błędnie. Najliczniej rodzaj reprezentowany jest w anatolijskiej Turcji, gdzie występują cztery gatunki. Po dwa gatunki mają w swej faunie Cypr i Syria. Z kolei Ch. lymberakisi z Krety jest jedynym ptasznikowatym Europy.

## Taksonomia
Takson ten wprowadzony został w 1871 roku przez Antona Ausserera jako podrodzaj w obrębie rodzaju Ischnocolus.
Do rodzaju tego zalicza się 8 opisanych gatunków:
- Chaetopelma altugkadirorum Gallon, Gabriel et Tansley, 2012 – grzywonóżka syryjska
- Chaetopelma concolor (Simon, 1873) – grzywonóżka jednobarwna
- Chaetopelma karlamani Vollmer, 1997 – grzywonóżka cypryjska
- Chaetopelma lymberakisi Chatzaki et Komnenov, 2019 – grzywonóżka minojska
- Chaetopelma olivaceum (C.L. Koch, 1841) – grzywonóżka oliwkowa
- Chaetopelma persianum Zamani et West, 2023 – grzywonóżka perska
- Chaetopelma turkesi Topçu et Demircan, 2014 – grzywonóżka turecka
- Chaetopelma webborum Smith, 1990 – grzywonóżka kameruńska